# Avataṃsakasūtra

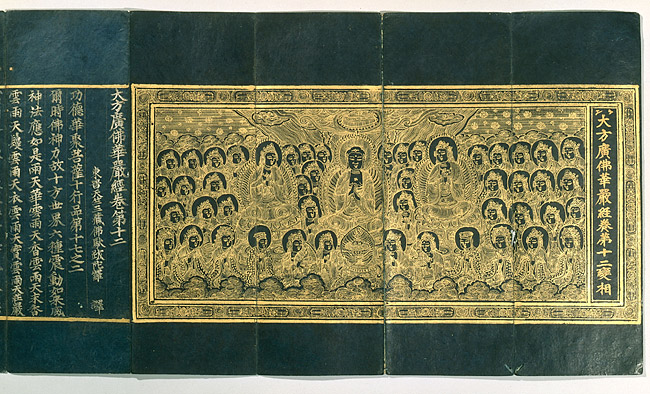
La copertina di una copia del XIV secolo del XII capitolo dellAvataṃsakasūtra, versione di Śikṣānanda, conservato presso l'Ho-Am Art Museum di Yongin (Corea del Sud). Questo sūtra è il fondamento dottrinario in Corea della scuola buddista Hwaom.

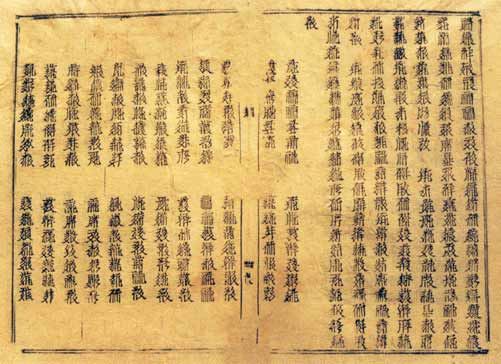
Copia della versione cinese dellAvataṃsakasūtra risalente alla Dinastia Xia occidentale.

L'Avataṃsakasūtra (in modo più completo il Buddhâvataṃsaka mahāvaipulyasūtra, Il Grande sutra dell'ornamento fiorito dei Buddha) è un sūtra appartenente alla tradizione del Buddismo Mahāyāna.
L'Avataṃsakasūtra è conservato:
- nel Canone buddista cinese nello Huāyánbù (vol.10, T.D.  278-309) con il titolo di 大方廣佛華嚴經 (Dàfāngguǎng fó huáyán jīng; da cui il giapponese Daihōkō butsu kegon kyō, il coreano  대방광불화엄경 Daebanggwang bul hwaeom gyeong; il vietnamita Đại phương quảng phật hoa nghiêm kinh); o con il titolo abbreviato di  華嚴經 (Huáyán jīng; da cui il giapponese Kegon kyō, il coreano  화엄경 Hwaeom gyeong; il vietnamita Hoa nghiêm kinh);
- nel Canone tibetano in un'apposita sezione del bKa’-’gyur al Toh. 44, con il titolo di ཕལ་པོ་ཆེའི་མདོ།, phal-po-che'i mdo.

Inoltre conserviamo una versione in sanscrito di due suoi capitoli originariamente indipendenti: il Gaṇḍavyūhasūtra e il Daśabhūmikasūtra.
L'Avataṃsakasūtra  è al fondamento delle scuole buddiste: Huāyán (華嚴宗) in Cina, Hwaeom (화엄종) in Corea e Kegon  (華嚴宗) in Giappone.
L'Avataṃsakasūtra ha ispirato i bassorilievi del complesso di stūpa di Barabuḍur in Indonesia.

## Storia
Essendo l'Avataṃsakasūtra non un singolo sutra quanto piuttosto la raccolta di differenti sutra che ne costituiscono i capitoli amalgamati nel corso dei secoli, risulta piuttosto difficile risalire alla sua effettiva datazione, la quale è certamente successiva ai singoli sutra che contribuiscono a comporlo.
La raccolta, e anche parte della composizione dei diversi sutra nonché la loro armonizzazione in una singola opera, è comunque databile intorno al III secolo d.C. Una serie di riferimenti all'interno del sutra fa supporre che tale raccolta sia avvenuta nell'area di influenza indiana dell'Asia centrale tra Kashgar e il Regno di Khotan e, da quest'ultima area, esso sia stato introdotto in Cina e, successivamente, in Corea, in Vietnam e in Giappone.
A parte alcune traduzioni parziali di alcuni suoi sutra-capitoli che compaiono a partire dal I secolo d.C., la prima traduzione integrale in lingua cinese dell'Avataṃsakasūtra è del V secolo, segnatamente del 420 quando fu completata da Buddhabhadra in sessanta rotoli ed è oggi conservata al T.D. 278. La seconda traduzione completa fu operata da Śikṣānanda (實叉難陀) nel 699, in ottanta fascicoli, ed è conservata al T.D. 279. La terza traduzione, ed ultima, riguarda solo il capitolo finale, il più vasto e famoso, nonché considerato il più importante, il Gaṇḍavyūhasūtra, e fu operata da Prajñā tra il 796 e il 797, consta di quaranta fascicoli ed è conservata al T.D. 293.
L'unica versione tibetana disponibile fu tradotta dal monaco indiano Surendra insieme al traduttore Vairocana Rakṣita nel IX secolo, in sei volumi composti da 45 capitoli. Questa versione coincide con le versioni cinesi di Buddhabhadra  e Śikṣānanda.

## Dottrina

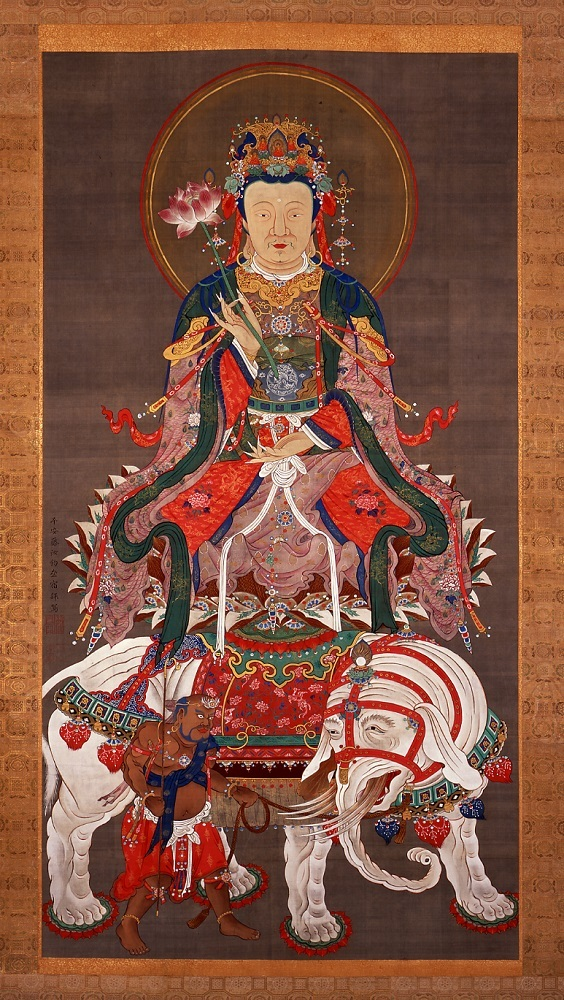
Un dipinto che rappresenta il bodhisattva cosmico Samantabhadra (Ricco di benedizioni) risalente al XVIII secolo, conservato presso il tempio buddista giapponese Shōkoku-ji. Samantabhadra è qui raffigurato in groppa ad un elefante bianco che rappresenta la forza della saggezza, i sei denti dell'elefante indicano il superamento dell'attaccamento ai sei sensi. Con la mano destra regge un gambo di fiore di loto (utpala) mentre la sinistra è nel "gesto di rilassamento" (avakśamudrā). Il bodhisattva Samantabhadra è strettamente connesso al Buddha Vairocana. Nel Buddismo Vajrayāna Samantabhadra è lĀdhibuddha, il Buddha originario.

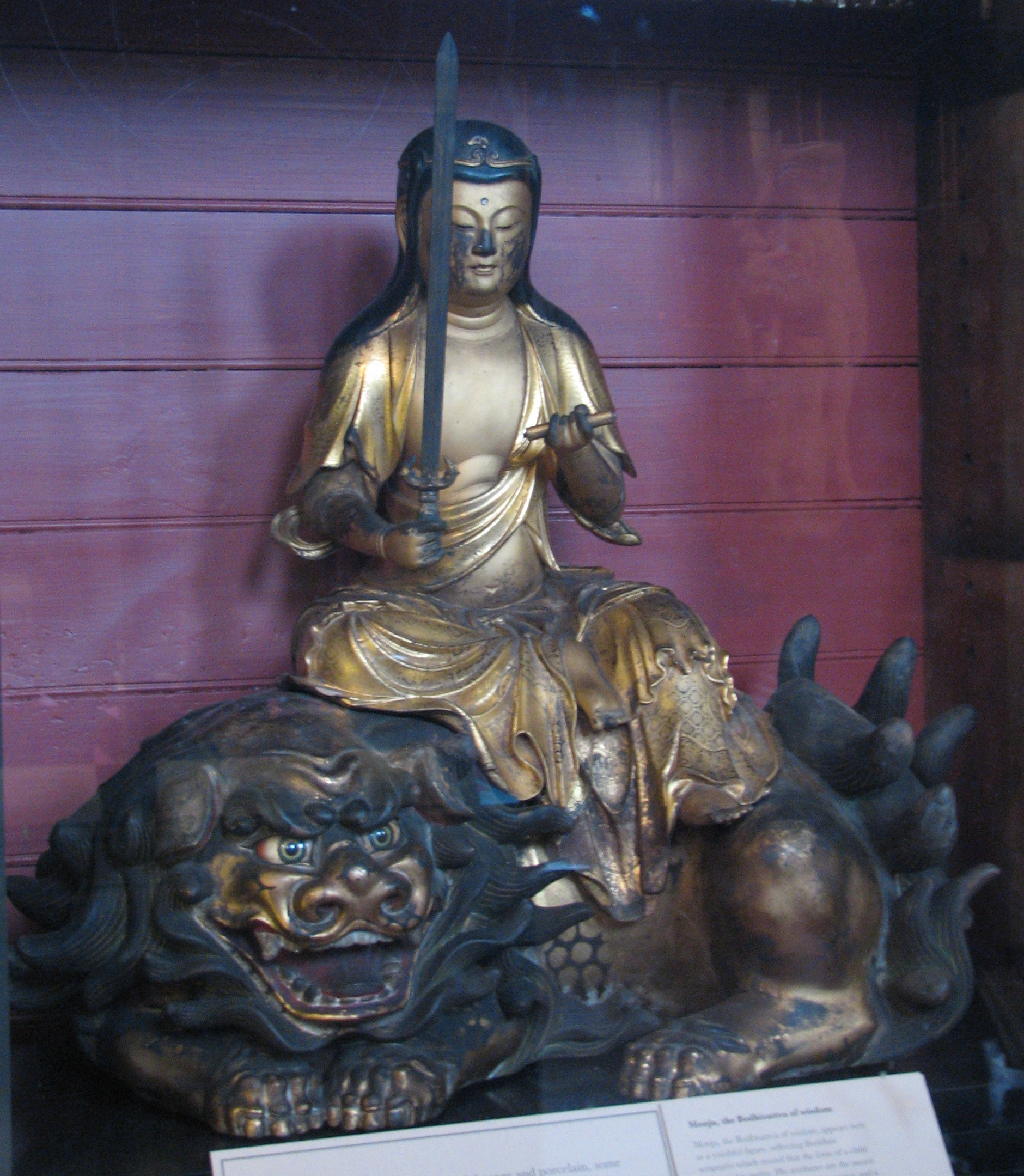
Il bodhisattva cosmico Mañjuśrī (Bellezza amabile) in una rappresentazione giapponese del XVI secolo conservata al British Museum. Mañjuśrī (giapp. 文殊 Monju) viene qui rappresentato come Siṃhāsana Mañjuśrī (Mañjuśrī a dorso di un leone ruggente). Tale raffigurazione ricorda la leggenda asiatica di un leone che aveva fatto resuscitare con un ruggito i propri cuccioli nati morti. La rappresentazione del "leone ruggente" richiama in Asia la capacità di provocare la rinascita spirituale. Mañjuśrī impugna con la mano destra la "spada" (khaḍga) ad indicare la distruzione dell'ignoranza (avidyā), mentre con la mano sinistra regge un rotolo dei Prajñāpāramitāsūtra con cui infonde la "sapienza" (prajñā).

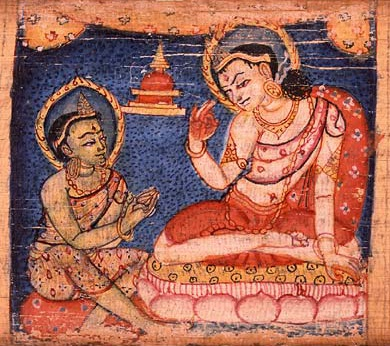
Una rappresentazione di Sudhana il pellegrino, protagonista dell'ultimo e più importante capitolo dellAvataṃsakasūtra, il Gaṇḍavyūhasūtra, in una rappresentazione nepalese dell'XI-XII secolo. Sudhana è qui nell'atto di ascoltare gli insegnamenti di uno dei cinquantadue maestri incontrati lungo il pellegrinaggio, compiuto sotto la guida del bodhisattva cosmico Mañjuśrī, alla ricerca dellAnuttarā-samyak-saṃbodhi, la perfetta illuminazione.

L'Avataṃsakasūtra è un testo fondamentale per il Buddismo Mahāyāna. Secondo gli esegeti delle scuole buddiste cinesi Tiāntái (天台宗) e Huāyán (華嚴宗) fu pronunciato dal Buddha Śākyamuni appena dopo aver raggiunto il risveglio.
In questo sūtra il Buddha Śākyamuni si presenta in un costante profondo stato meditativo detto samādhi, il suo insegnamento è esposto quindi dai bodhisattva cosmici, soprattutto Samantabhadra e Mañjuśrī, che lo circondano mentre il Buddha Śākyamuni si limita ad approvare i loro insegnamenti con le parole Sādhu! Sādhu!.
Questo sūtra, segnatamente il Gaṇḍavyūhasūtra, descrive il mondo così come lo vede un buddha o un bodhisattva molto progredito (āryabodhisattva), possiede quindi, letto secondo uno stato di coscienza "ordinario", un carattere decisamente visionario.
La base dottrinale dell'Avataṃsakasūtra è la dottrina mahāyāna della vacuità (śūnyatā), ovvero dell'inesistenza intrinseca di qualsiasi componente della realtà: nulla esiste autonomamente e nulla esiste permanentemente. Tutti i componenti della realtà sono inesistenti in sé e per sé, in quanto in continuo mutamento temporale e in strettissima interdipendenza tra loro. Questa realtà priva di oggetti permanenti e indipendenti consente al bodhisattva, durante la pratica della meditazione (dhyāna), di penetrare ogni "componente" della realtà senza alcun impedimento.
Due sono i testi raccolti nell'Avataṃsakasūtra che hanno un profondo rilievo dottrinale e per questo vengono recitati anche separatamente dal Sūtra stesso:
- il Gaṇḍavyūhasūtra (Sutra dell'orecchino) detto anche Dharmadhātupraveṣa o Dharmadātvātāra (Capitolo sull'ingresso dentro il Regno della Realtà);
- il Daśabhūmikasūtra (Sutra delle dieci terre).

Il Gaṇḍavyūhasūtra descrive il mondo del Buddha (indicato con il termine di dharmadhātu, spazio della realtà assoluta) totalmente diverso dal nostro mondo ordinario (lokadhātu, spazio "mondano") e inconcepibile per gli uomini: 
(I meravigliosi ornamenti dei Signori dei mondi (Shì zhŭ miào yán pĭn 世主妙嚴品) cap. I dell'Avataṃsakasūtra nella versione di Śikṣānanda. Traduzione in inglese di Thomas Cleary in The Flower Ornament Scripture vol.I. 1984, Shambala Publications, Boston, pag.66)
In questo mondo spirituale, evidenzia Daisetz Teitaro Suzuki:
Ma non solo il tempo è differente dall'ordinaria sua concezione, anche lo spazio, nota Daisetz Teitaro Suzuki,
Così anche il mondo fisico che, sostiene Paul Williams:
Quindi il mondo di questo sūtra, che è il mondo dei buddha, è un mondo magico e di visioni per mezzo delle quali i buddha, e grazie alla loro costante meditazione, possono creare per un'infinita compassione degli elementi di realtà analoghi ai nostri.
Le "immagini" create dai buddha e dagli āryabodhisattva divengono quindi realtà "concreta" come qualsiasi altro dato reale. E come ogni cosa è priva di natura propria, e quindi in grado rivelare la vera natura della Realtà (che è la vacuità), anche la realtà generata dai buddha ha lo stesso fine per quanto,  'generando' i buddha al solo scopo di compiere benefici a favore degli esseri senzienti, tale realtà opererà ancora più evidentemente in tale senso. Il buddha del Gaṇḍavyūhasūtra non è esattamente il Buddha Śākyamuni, ma è il Buddha Mahāvairocana di cui lo Śākyamuni fu una manifestazione 'magica'.
(La formazione dei mondi (Shì jiè chéng jiù pĭn 世界成就品) cap. IV dell'Avataṃsakasūtra nella versione di Śikṣānanda. Traduzione in inglese di Thomas Cleary in The Flower Ornament Scripture vol.I. 1984, Shambala Publications, Boston, pag.190)
Ma chi, o cosa è il Buddha dell'Avataṃsakasūtra? Così risponde Paul Williams:
E cosa è invece il "regno del Buddha", ovvero l'universo dell'Avataṃsakasūtra? Sempre Paul Williams:
La sua luminosità e assenza di ombre (anābhasa) indica la sua "interpenetrazione", così Daisetz Teitaro Suzuki:
Philippe Cornu chiarisce che
È quindi sono solo i buddha e i bodhisattva avanzati che possono esperire il dharmadhātu che possiede comunque una sua realtà concreta: 
(Daisetz Teitaro Suzuki. Op. cit. pag. 67)

### La dottrina esposta nelDaśabhūmikasūtra
Il Daśabhūmikasūtra è raccolto nell'XI capitolo (rotolo 8) nella versione di Buddhabhadra e nel XV capitolo (rotolo 11) nella versione di Śīkṣānanda dell'Avataṃsakasūtra. Precedentemente questo sutra era stato già tradotto, singolarmente, da Kumārajīva. Nella versione tibetana, esso corrisponde al XXXI capitolo dell'Avataṃsakasūtra.
Il Daśabhūmikasūtra è il principale  sūtra che enuncia la dottrina delle bhūmi mediante le quali il bodhisattva può procedere per realizzare il pieno risveglio, indicando nella bodhicitta (Mente del Risveglio, ovvero l'aspirazione ad ottenere il Risveglio) il primo passo per entrarvi.
Di seguito l'elencazione e la illustrazione delle daśa bhūmi così come presentata nel Daśabhūmikasūtra: 
1. Pramuditābhūmi ("Terra della Grande gioia")
  - Così indicata in quanto il bodhisattva si sente prossimo all'"illuminazione" e comprendendo il beneficio che questa reca a tutti gli esseri senzienti prova un sentimento di "grande gioia"; in questa bhūmi si perfeziona ogni virtù, ma in particolare la pāramitā della  "generosità" (dāna).
2. Vimalābhūmi ("Terra della Purezza")
  - Attraversando la seconda bhūmi, ci si libera dall'immoralità, conquistando la purezza; in questa bhūmi si pratica la pāramitā  della "disciplina morale" (śīla).
3. Prabhākarībhūmi ("Terra che illumina")
  - Quando si raggiunge questa bhūmi il bodhisattva illumina con la luce (della sua comprensione del Dharma) tutto il mondo che lo circonda; la pāramitā prediletta è la "pazienza" (kṣānti).
4. Arciṣmatibhūmi ("Terra Radiante")
  - Questa bhūmi è detta 'radiante' perché qui il bodhisattva con la pratica della pāramitā della vīrya e dei saptatriṃśad-bodhi-pakṣikādharmāḥ (Trentasette fattori della illuminazione) è come una forte luce che brucia tutto ciò che si oppone all'illuminazione stessa.
5. Sudurjayābhūmi ("Terra impegnativa da superare")
  - Quando ottiene questa bhūmi il bodhisattva cerca di aiutare gli esseri senzienti a ottenere la maturità, ma non si lascia coinvolgere emotivamente quando tali esseri rispondono negativamente impedendo così a Māra, il tentatore dello stesso Gautama Buddha, di avere la meglio, e ciò è molto difficile; la pāramitā praticata è la concentrazione meditativa (dhyāna).
6. Abhimukhībhūmi ("Terra in vista della Realtà", o "Terra faccia a faccia")
  - Dipendendo dalla perfezione della coscienza della sapienza, il bodhisattva non è più vincolato al saṃsāra ma non ha ancora raggiunto il nirvāṇa anche se lo vede "faccia a faccia"; la pāramitā enfatizzata è la saggezza (prajñā).
7. Dūraṃgamābhūmi ("Terra che procede lontano")
  - Il bodhisattva giunto a questo punto è in grado di vedere la Realtà per come essa è (Tathātā). Comprende la base di ogni esistente (bhūtakoṭivihāra) ed è in grado di utilizzare gli "abili mezzi" (upāya), per aiutare il prossimo.
8. Acalābhūmi ("Terra immutabile")
  - Il bodhisattva ora non è più spinto dai pensieri inerenti alla vacuità (śūnyatā) o quelli inerenti ai fenomeni (dharma). Coltivando la pāramitā del "voto risoluto" (pranidhana) egli è in grado di attraversare liberamente i diversi piani di esistenza.
9. Sādhumatībhūmi ("Terra del Buon discernimento")
  - Qui il bodhisattva acquisisce le quattro conoscenze analitiche (pratisaṃvid) e si perfeziona nella pāramitā della "forza spirituale" (bala) .
10. Dharmameghabhūmi ("Terra delle Nuvola del Dharma")
  - Il corpo del bodhisattva è ora luminoso, costituito da pietre preziose ed egli è in grado di operare miracoli al di fuori delle leggi della natura a favore di tutti gli esseri senzienti. Egli in questa terra si perfeziona nella "conoscenza trascendentale" (jñāna).

Con il superamento delle dieci bhūmi, secondo il Buddismo Mahāyāna, il bodhisattva consegue l'Illuminazione completa (l'anuttarā-samyak-saṃbodhi) e diviene un buddha.

## Struttura del Sutra

### Struttura del Sutra secondo le versioni raccolte nel Canone cinese
La versione dell'Avataṃsakasūtra raccolta nel Canone cinese si compone dei seguenti capitoli:
| Capitolo | Buddhabhadra                                                                               | Capitolo | Śīkṣānanda                                                            |
| -------- | ------------------------------------------------------------------------------------------ | -------- | --------------------------------------------------------------------- |
| 1        | Shì jiān jìng yăn pĭn (世間淨眼品) (rotoli 1-2)                                            | 1        | Shì zhŭ miào yán pĭn (世主妙嚴品) (rotoli 1-5)                        |
|          |                                                                                            | 2        | Rúlái xiàn xiāng pĭn (如來現相品) (rotolo 6)                          |
|          |                                                                                            | 3        | Pŭ xián sān mèi pĭn (普賢三昧品) (rotolo 7)                           |
|          |                                                                                            | 4        | Shì jiè chéng jiù pĭn (世界成就品) (rotolo 7)                         |
|          |                                                                                            | 5        | Huá záng shì jié pĭn (華藏世界品) (rotoli 8-10)                       |
| 2        | Lú shě nă fó pĭn (盧舍那佛品) (rotoli 3-4)                                                 | 6        | Pí lú zhē nă pĭn (毘盧遮那品) (rotolo 11)                             |
| 3        | Rúlái míng hào pĭn (如來名號品) (rotolo 4)                                                 | 7        | Rúlái míng hào pĭn (如來名號品) (rotolo 12)                           |
| 4        | Sì dì pĭn (四諦品) (rotolo 5)                                                              | 8        | Sì shèng dì pĭn (四聖諦品) (rotolo 12)                                |
| 5        | Rúlái guāng míng jué pĭn (如來光明覺品) (rotolo 5)                                         | 9        | Guāng míng jué pĭn (光明覺品) (rotolo 13)                             |
| 6        | Púsà míng nán pĭn (菩薩明難品) (rotolo 5)                                                  | 10       | Púsà wèn mìng pĭn (菩薩問明品) (rotolo 13)                            |
| 7        | Jìng xíng pĭn (淨行品) (rotolo 6)                                                          | 11       | Jìng xíng pĭn (淨行品) (rotolo 14)                                    |
| 8        | Xián shŏu púsà pĭn (賢首菩薩品) (rotolo 7)                                                 | 12       | Xián shŏu pĭn (賢首品) (rotolo 15)                                    |
| 9        | Fóshēng xū mí dĭng pĭn (佛昇須彌頂品) (rotolo 7)                                           | 13       | Shēng xū mí shān dĭng pĭn (昇須彌山頂品) (rotolo 16)                  |
| 10       | Púsà yún jí miào shèng diàn shàng shuō jié pĭn (菩薩雲集妙勝殿上說偈品) (rotolo 8)         | 14       | Xū mí dĭng shàng jié zàn pĭn (須彌頂上偈讚品) (rotolo 16)             |
| 11       | Púsà shí zhù pĭn (菩薩十住品) (rotolo 8)                                                   | 15       | Shí zhù pĭn (十住品) (rotolo 16)                                      |
| 12       | Fàn xíng pĭn (梵行品) (rotolo 8)                                                           | 16       | Fàn xíng pĭn (梵行品) (rotolo 17)                                     |
| 13       | Chū fā xīn púsà gōng dé pĭn (初發心菩薩功德品) (rotolo 9)                                  | 17       | Chū fā xīn gōng dé pĭn (初發心功德品) (rotolo 17)                     |
| 14       | Míng fă pĭn (明法品) (rotolo 10)                                                           | 18       | Míng fă pĭn (明法品) (rotolo 18)                                      |
| 15       | Fóshēng xì mó tiān gōng zì zài pĭn (佛昇夕摩天宮自在品) (rotolo 10)                        | 19       | Shēng yè mó tiān gōng pĭn (昇夜摩天宮品) (rotolo 19)                  |
| 16       | Yè mó tiān gōng púsà shuō jié pĭn (夜摩天宮菩薩說偈品) (rotolo 10)                         | 20       | Yè mó tiān gōng zhōng jié zàn pĭn (夜摩天宮中偈讚品) (rotolo 19)      |
| 17       | Gōng dé huá jù púsà shí xíng pĭn (功德華聚菩薩十行品) (rotoli 11-12)                       | 21       | Shí xíng pĭn (十行品) (rotolo 20)                                     |
| 18       | Púsà shí wú jìn záng pĭn (菩薩十無盡藏品) (rotolo 12)                                      | 22       | Shí wú jìn záng pĭn (十無盡藏品) (rotolo 21)                          |
| 19       | Rúlái shēng dōu shài tiān gōng yī qiē băo diàn pĭn (如來昇兜率天宮一切寶殿品) (rotolo 13)  | 23       | Shēng dōu shài tiān gōng pĭn (昇兜率天宮品) (rotolo 22)               |
| 20       | Dōu shài tiān gōng púsà yún jí zān fó pĭn (兜率天宮菩薩雲集讚佛品) (rotolo 14)             | 24       | Dōu shài gōng zhōng jié zàn pĭn (兜率宮中偈讚品) (rotolo 23)          |
| 21       | Jíngāng chuáng púsà shí huí xiàng pĭn (金剛幢菩薩十回向品) (rotoli 15-22)                  | 25       | Shí huí xiàng pĭn (十迴向品) (rotoli 24-33)                           |
| 22       | Shídì pĭn (十地品) (rotoli 23-27)                                                          | 26       | Shídì pĭn (十地品) (rotoli 34-39)                                     |
|          |                                                                                            | 27       | Shí dìng pĭn (十定品) (rotoli 40-43)                                  |
| 23       | Shí míng pĭn (十明品) (rotolo 28)                                                          | 28       | Shí tōng pĭn (十通品) (rotolo 44)                                     |
| 24       | Shí rĕn pĭn (十忍品) (rotolo 28)                                                           | 29       | Shí rĕn pĭn (十忍品) (rotolo 44)                                      |
| 25       | Xīn wáng púsà wēn ā sēng zhĭ pĭn (心王菩薩問阿僧祇品) (rotolo 29)                          | 30       | Ā sēng zhĭ pĭn (阿僧祇品) (rotolo 45)                                 |
| 26       | Shòu mìng pĭn (壽命品) (rotolo 29)                                                         | 31       | Shòu liàng pĭn (壽量品) (rotolo 45)                                   |
| 27       | Púsà zhù chù pĭn (菩薩住處品) (rotolo 29)                                                  | 32       | Zhū púsà zhù chù pĭn (諸菩薩住處品) (rotolo 45)                       |
| 28       | Fó bù sí yì fă pĭn (佛不思議法品) (rotoli 30-31)                                           | 33       | Fó bù sí yì fă pĭn (佛不思議法品) (rotoli 46-47)                      |
| 29       | Rúlái xiāng hăi pĭn (如來相海品) (rotolo 32)                                               | 34       | Rúlái shí shēn xiāng hăi pĭn (如來十身相海品) (rotolo 48)             |
| 30       | Fó xiăo xiāng guāng míng gōng dé pĭn (佛小相光明功德品) (rotolo 32)                        | 35       | Rúlái duí hăo guāng míng gōng dé pĭn (如來隨好光明功德品) (rotolo 48) |
| 31       | Pŭxián púsà xíng pĭn (普賢菩薩行品) (rotolo 33)                                            | 36       | Pŭxián pĭn (普賢品) (rotolo 49)                                       |
| 32       | Băo wáng rùlái xìng qĭ pĭn (寶王如來性起品) (rotoli 34-36)                                 | 37       | Rúlái chū xiàn pĭn (如來出現品) (rotoli 50-52)                        |
| 33       | Lí shì jiān pĭn (離世間品) (rotoli 37-43)                                                  | 38       | Lí shì jiān pĭn (離世間品) (rotoli 53-59)                             |
| 34       | Rùfă-jiè pĭn (入法界品) (rotoli 44-60)                                                     | 39       | Rùfă-jiè pĭn (入法界品) (rotoli 60-80)                                |
| 1        | Dàfāngguăngfó Huá-yán Jīng (大方廣佛華嚴經) (rotoli 1-39)                                  | 39       | Rùfă-jiè pĭn (入法界品) (rotoli 60-80)                                |
| 2        | Rù bù sí yì jiĕ tuō Jìng jiè pŭxián xíng yuàn pĭn (入不思议解脱境界普贤行愿品) (rotolo 40) | 40       |                                                                       |

I primi trentotto capitoli della versione di Śīkṣānanda sono stati tradotti integralmente da Thomas Cleary e pubblicati in due volumi nel 1984 dalla Shambala Publications di Boston con il titolo The Flower Ornament Scripture. Il trentanovesimo capitolo, che corrisponde al Gaṇḍavyūha (Rùfă-jiè pĭn, 入法界品), sempre tradotto da Thomas Cleary, è stato pubblicato dalla Shambala Publications di Boston nel 1987 con il titolo Entry into the Realm of Reality.

### Struttura del Sutra secondo la versione raccolta nel Canone tibetano
La versione dell'Avataṃsakasūtra raccolta nel Canone tibetano si compone dei seguenti 45 capitoli:
1. La condotta del Buddha, fregio di ogni monarca di questo mondo.
2. Il Tathāgata
3. Il samādhi di Samanthabhadra e le sue manifestazioni miracolose
4. Il dominio dell'"Oceano"
5. Le qualità che ricoprono la terra di fiori
6. La dottrina sull'oceano di ornamenti preziosi delle mura dell'Oceano
7. La dottrina sugli ornamenti della terra
8. Le origini del campo puro
9. La collocazione delle terre
10. Vairocana Buddha
11. Il Tathāgata Avataṃsaka
12. La completa dottrina sui nomi del Buddha
13. La verità nobile
14. Il completo risveglio tramite la luce dei Tathāgata
15. L'esposizione della dottrina su richiesta dei bodhisattva
16. La pura condotta
17. Il bene glorioso
18. La comparsa del Tathāgata sul vetta del Monte Sumeru